# Liste der Baudenkmale in Boitze
In der Liste der Baudenkmale in Boitze sind die Baudenkmale der niedersächsischen Gemeinde Boitze und ihrer Ortsteile aufgelistet. Der Stand der Liste ist der 22. Januar 2023. Die Quelle der  IDs und der Beschreibungen ist der Denkmalatlas Niedersachsen.

## Allgemein
In den Spalten befinden sich folgende Informationen:
- Lage: die Adresse des Baudenkmales und die geographischen Koordinaten. Kartenansicht, um Koordinaten zu setzen. In der Kartenansicht sind Baudenkmale ohne Koordinaten mit einem roten Marker dargestellt und können in der Karte gesetzt werden. Baudenkmale ohne Bild sind mit einem blauen Marker gekennzeichnet, Baudenkmale mit Bild mit einem grünen Marker.
- Bezeichnung: Bezeichnung des Baudenkmales
- Beschreibung: die Beschreibung des Baudenkmales. Unter § 3 Abs. 2 NDSchG werden Einzeldenkmale und unter § 3 Abs. 3 NDSchG Gruppen baulicher Anlagen und deren Bestandteile ausgewiesen.
- ID: die Objekt-ID des Baudenkmales
- Bild: ein Bild des Baudenkmales, ggf. zusätzlich mit einem Link zu weiteren Fotos des Baudenkmals im Medienarchiv Wikimedia Commons. Wenn man auf das Kamerasymbol klickt, können Fotos zu Baudenkmalen aus dieser Liste hochgeladen werden:

## Boitze

### Gruppe: Boitzer Str. 6
Die Gruppe hat die ID: 34326013. Hofanlage am nordöstlichen Rand des Dorfes mit Wohnwirtschaftsgebäude, Stall und Scheune. Alter Baumbestand: Eichen entlang Grundstücksgrenze sowie Kastanien und Buchen südlich des Haupthauses. Einfriedung im Süden durch Feldsteinmauer mit Lattenzaun zwischen Feldsteinpfeilern.

| Lage                                        | Bezeichnung               | Beschreibung | ID       | Bild |
| ------------------------------------------- | ------------------------- | --- | -------- | ---- |
| Boitzer Straße 6 53° 9′ 3″ N, 10° 44′ 55″ O | Wohn-/ Wirtschaftsgebäude | Fachwerkhaus mit Backsteinausfachung unter Halbwalmdach in Pfannendeckung. Wirtschaftsteil in Zweiständerbauweise, mit zusätzlicher Quereinfahrt an südlichenr Traufseite. Inschrift mit Bauherrschaft und Datierung am Wirtschaftsgiebel. Nach Brand 1949 in Anlehnung an Vorgängerbau errichtet. | 28824598 | BW   |
| Boitzer Straße 6 53° 9′ 4″ N, 10° 44′ 57″ O | Scheune                   | Anderthalbgeschossiger Sichtbacksteinbau mit hohem Drempel in Fachwerk mit Backsteinausfachung unter flach geneigtem Satteldach in Zement-Wellplattendeckung. Längs- und Quereinfahrten. Nachträgliche massive Verbreiterung an südlicher Traufseite unter Schleppdach. 1908.                      | 28824560 | BW   |
| Boitzer Straße 6 53° 9′ 4″ N, 10° 44′ 55″ O | Stall                     | Langgestreckter eingeschossiger Fachwerkbau mit Backsteinausfachung unter Satteldach in Ziegeldeckung. Zwerchhaus mit Ladeluke unter Satteldach mittig in hofseitiger Dachfläche. Inschriftliche Datierung: 1882.                                                                                  | 28824579 | BW   |

### Einzelobjekte
| Lage                                       | Bezeichnung               | Beschreibung | ID       | Bild |
| ------------------------------------------ | ------------------------- | --- | -------- | ---- |
| Boitzer Ring 3 53° 8′ 56″ N, 10° 44′ 48″ O | Gaststätte                | Zweigeschossiger traufständiger Sichtbacksteinbau unter Halbwalmdach in Ziegeldeckung. Mittiger Eingangsrisalit mit Zierfachwerk und Zwerchgiebel unter Krüppelwalmdach. Zweiflügelige Eingangstür mit rundbogigem Oberlicht. Rückwärtiger Saalanbau unter Satteldach. Errichtet um 1905. | 28824659 | BW   |
| Zum Radek 1 53° 8′ 56″ N, 10° 44′ 56″ O    | Wohn-/ Wirtschaftsgebäude | Zweiständerhaus mit Backsteinausfachungen unter Halbwalmdach in Reetdeckung. 1841(i). Mit Handschwengelpumpe. | 28824620 | BW   |

## Ahndorf

### Gruppe: Ahndorfer Straße 1
Die Gruppe hat die ID: 34326063. Hofanlage auf trapezförmigem Grundstück mit Wohn-/ Wirtschaftsgebäude, Scheune, Stall und Schafstall in versetzter firstparalleler Ausrichtung. Baumreihe, überwiegend aus Eichen, entlang der östlichen Grundstücksgrenze und waldartiger Baumbestand im nördlichen Teil des Grundstücks.

| Lage                                          | Bezeichnung               | Beschreibung | ID       | Bild |
| --------------------------------------------- | ------------------------- | --- | -------- | ---- |
| Ahndorfer Straße 1 53° 9′ 35″ N, 10° 44′ 6″ O | Wohn-/ Wirtschaftsgebäude | Vierständer-Fachhallenhaus mit Backsteinausfachung unter Halbwalmdach, ursprünglich in Zementrautendeckung, heute in Pfannendeckung. Zwerchhaus unter Satteldach über dem Fleeteingang. Inschrift am Hauptbalken des Wirtschaftsgiebels sowie am Dielentorsturz, mit Bauherrschaft und Datierung: 1872. | 28824794 | BW   |
| Ahndorfer Straße 1 53° 9′ 37″ N, 10° 44′ 7″ O | Scheune                   | Eingeschossiger Fachwerkbau mit Backsteinausfachung auf Hausteinsockel und unter Halbwalmdach in Zementrautendeckung. Außermittige Längsdurchfahrt. Inschrift am Hauptbalken des Ostgiebels, mit Bauherrschaft und Datierung: 1883.                                                                     | 28824775 | BW   |
| Ahndorfer Straße 1 53° 9′ 36″ N, 10° 44′ 6″ O | Stall                     | Langgestreckter Fachwerkbau mit Backsteinausfachung auf Hausteinsockel unter pfannengedecktem Satteldach. Errichtet um 1880. | 28824737 | BW   |
| Ahndorfer Straße 1 53° 9′ 35″ N, 10° 44′ 9″ O | Stall                     | Gebäude in Ecklage, traufständig zur Ahndorfer Straße. Fachwerkbau mit Backsteinausfachung auf Feldsteinsockel und unter Halbwalmdach in Ziegelpfannendeckung, zwei Längsdurchfahrten. Inschrift am Hauptbalken des Ostgiebels, mit Datierung: 1873.                                                    | 28824756 | BW   |

### Gruppe: Am Rundling 2
Die Gruppe hat die ID: 34326047. Hofanlage eines Halbhofes im Rundling auf sektorförmiger, im Süden aufgeweitetem Grundstück, mit Wohnwirtschaftsgebäude, Scheune und Stall. Teil der Hoffläche und Zufahrten  in Feldsteinpflaster. Markanter Altbaum an Grundstücksgrenze zum Dorfplatz.

| Lage                                      | Bezeichnung               | Beschreibung | ID       | Bild |
| ----------------------------------------- | ------------------------- | --- | -------- | ---- |
| Am Rundling 2 53° 9′ 29″ N, 10° 44′ 12″ O | Wohn-/ Wirtschaftsgebäude | Giebelständiges Zweiständer-Fachhallenhaus mit Backsteinausfachung unter Halbwalmdach in Ziegelpfannendeckung. Inschrift am Hauptbalken des Wirtschaftsgiebels sowie am Dielentorsturz, mit Bauherrschaft und Datierung: 1837.              | 28824716 | BW   |
| Am Rundling 2 53° 9′ 29″ N, 10° 44′ 11″ O | Stall                     | | 28824678 | BW   |
| Am Rundling 2 53° 9′ 28″ N, 10° 44′ 13″ O | Scheune                   | Hinter Hauptgebäude angeordneter Fachwerkbau mit Backsteinausfachung unter Halbwalmdach in Ziegelpfannendeckung. Außermittige Längseinfahrt am Nordgiebel. Inschrift am Hauptbalken des Nordgiebels, mit Bauherrschaft und Datierung: 1886. | 28824697 | BW   |

### Gruppe: Feldsteinmauern
Die Gruppe hat die ID: 34326080. Hofeinfriedungen aus Feldsteinmauern im nordöstlichen Teil des ehemaligen Rundlings. Teils behauene Feldsteine, mit glatten Außenkanten gemauert. Inschriftliche Datierung an der Ahndorfer Straße 6: 1875.

| Lage                                           | Bezeichnung    | Beschreibung | ID       | Bild |
| ---------------------------------------------- | -------------- | --- | -------- | ---- |
| Ahndorfer Straße 4 53° 9′ 34″ N, 10° 44′ 10″ O | Hofeinfriedung | Feldsteinmauer umlaufend entlang der kompletten Grundstücksgrenze, unterbrochen durch traufständiges Wirtschaftsgebäude auf straßenseitiger Grenze. Errichtet wohl Ende 19. Jh.                                      | 28824814 | BW   |
| Ahndorfer Straße 6 53° 9′ 31″ N, 10° 44′ 16″ O | Hofeinfriedung | Straßenseitige Feldsteinmauer entlang der nordwestlichen und nordöstlichen Grundstücksgrenze. Im nordwestlichen Abschnitt Torpfeiler mit inschriftlicher Datierung: 1875.                                            | 28824852 | BW   |
| Zur Heide 1 53° 9′ 26″ N, 10° 44′ 15″ O        | Hofeinfriedung | Feldsteinmauer entlang der Straße sowie an der Grundstücksgrenze zum Hof Am Rundling 2. An der Ostseite schmiedeeisernes Eingangstor zwischen zwei Feldsteinpfeilern mit Kugelbekrönung. Errichtet wohl Ende 19. Jh. | 28824833 | BW   |

## Gut Horn
Gutshof in Einzellage mit repräsentativem Gutshaus am nördlichen Rand eines parkartigen Gartens, daran südlich anschließender großer Wirtschaftshof mit 5 denkmalwerten Gebäuden des 18., 19. und frühen 20. Jh. Zufahrtsallee zum älteren, südlichen Teil des Hofes entlang der westlichen Hofgrenze, im Süden teils nur als Baumreihe ohne Weg erhalten.

### Einzelobjekte
| Lage                                    | Bezeichnung          | Beschreibung | ID       | Bild |
| --------------------------------------- | -------------------- | --- | -------- | ---- |
| Gut Horn 1 53° 10′ 32″ N, 10° 43′ 58″ O | Herrenhaus           | Eingeschossiger Sichtbacksteinbau auf hohem verputztem Sockelgeschoss unter Walmdach in Schieferdeckung. Turmartiger Eingangsrisalit mit vorgelegter doppelläufiger Freitreppe an der Westseite. Zwerchgiebel unter Satteldächern jeweils mittig in nördlicher, südlicher und östlicher Dachfläche. Gliederungs- und Schmuckelemente in natursteinfarbigem Putz und Kunststein in Formensprache der Neorenaissance, wie Fensterrahmungen, Gesimse, Eckbossierungen sowie Schulterstaffeln und Firstbekrönungen an den Giebeln. Errichtet 1898. | 28824871 | BW   |
| Gut Horn 2 53° 10′ 29″ N, 10° 43′ 58″ O | Landarbeiterwohnhaus | Langgestreckter Fachwerkbau mit Backsteinausfachung unter Halbwalmdach in Ziegeldeckung, im Sockelbereich teilweise massiv ersetzt. Errichtet zweite Hälfte 19. Jh. | 28824347 | BW   |
| Gut Horn 53° 10′ 28″ N, 10° 43′ 57″ O   | Wasserturm           | Zweigeschossiger achteckiger Sichtbacksteinbau unter Zeltdach in Ziegelpfannendeckung. Gliederung durch Ecklisenen und Geschossgesims. Spitzbogige Türöffnungen. Errichtet um 1910. | 28824309 | BW   |
| Gut Horn 53° 10′ 26″ N, 10° 44′ 2″ O    | Stall                | Langgestreckter Sichtbacksteinbau unter Walmdach in Ziegelpfannendeckung. Zwerchgaube mit Ladeluke in der westlichen Dachfläche. Außermittig an westlicher Traufseite ein etwa 5 Meter vorspringender Queranbau unter Satteldach. Gliederung durch vertiefte Wandfelder mit Segmentbogenabschlüssen. Um 1910. | 28824328 | BW   |
| Gut Horn 53° 10′ 24″ N, 10° 44′ 4″ O    | Backhaus             | Gebäude im Südosten der Hofanlage. Kleiner Fachwerkbau mit Backsteinausfachung auf Feldsteinsockel unter Krüppelwalmdach in Ziegelpfannendeckung. Errichtet erste Hälfte 19. Jh. | 28824369 | BW   |
| Gut Horn 53° 10′ 23″ N, 10° 44′ 0″ O    | Scheune              | Längsdurchfahrtsscheune mit jüngerem massivem Speicheranbau. Großer Fachwerkbau mit Backsteinausfachung unter Halbwalmdach in Faserzement-Wellplattendeckung. Mittige Längsdurchfahrt. Errichtet um 1780. An östlicher Traufseite jüngere kübbungsartige Anbauten unter Schleppdach sowie dreieinhalbgeschossiger massiver Queranbau unter flach geneigtem Satteldach. Flugdach am Ostgiebel. Errichtet wohl erste Hälfte 20. Jh. | 28824388 | BW   |

## Neetzendorf

### Gruppe: Neetzendorfer Mühle
Die Gruppe hat die ID: 34326112.

| Lage                                               | Bezeichnung | Beschreibung | ID       | Bild |
| -------------------------------------------------- | ----------- | ------------ | -------- | ---- |
| Neetzendorfer Mühle 1 53° 10′ 10″ N, 10° 45′ 32″ O | Mühle       |              | 28824407 | BW   |
| Neetzendorfer Mühle 1 53° 10′ 9″ N, 10° 45′ 34″ O  | Wohnhaus    |              | 28824426 | BW   |
| Neetzendorfer Mühle 1 53° 10′ 9″ N, 10° 45′ 31″ O  | Futterküche |              | 45761442 | BW   |

## Seedorf

### Einzelobjekte
| Lage                                      | Bezeichnung               | Beschreibung | ID       | Bild |
| ----------------------------------------- | ------------------------- | --- | -------- | ---- |
| Zur Strachau 8 53° 9′ 48″ N, 10° 43′ 7″ O | Wohn-/ Wirtschaftsgebäude | Zweiständer-Fachhallenhaus mit Backsteinausfachung auf Feldsteinsockel unter Halbwalmdach in Faserzement-Wellplattendeckung, ursprünglich wohl weich gedeckt. Inschrift am Dielentorsturz mit Bauherrschaft und Datierung: 1838. | 28824541 | BW   |

## Vindorf

### Gruppe: Vindorfer Straße 4–6
Die Gruppe hat die ID: 34326128. Große Hofanlage auf unregelmäßig sektorförmigem Grundstück im ehemaligen Rundling, mit Wohn-/ Wirtschaftsgebäude, vier Wirtschaftsgebäuden und einem Altenteiler-Wohnhaus im südlichen spitzen Winkel des Grundstücks. Alter Eichenbestand in der Hofmitte und teils an den Grundstücksgrenzen.

| Lage                        | Bezeichnung               | Beschreibung | ID       | Bild |
| --------------------------- | ------------------------- | --- | -------- | ---- |
| 53° 9′ 30″ N, 10° 43′ 20″ O | Wohn-/ Wirtschaftsgebäude | Kleines Gebäude in Ecklage im Süden der Hofanlage. Zweiständer-Fachhallenhaus mit Backsteinausfachung auf Feldsteinsockel und unter Halbwalmdach in Faserzement-Wellplattendeckung. Wohl als Altenteiler errichtet 1851.                                                            | 28824445 | BW   |
| 53° 9′ 32″ N, 10° 43′ 15″ O | Stall                     | Traufständiger Fachwerkbau mit Backsteinausfachung auf Feldsteinsockel unter Halbwalmdach in Faserzement-Wellplattendeckung. Zwei Längsdurchfahrten. Errichtet um 1850. | 28824503 | BW   |
| 53° 9′ 33″ N, 10° 43′ 15″ O | Scheune                   | Giebelständiger Fachwerkbau mit Backsteinausfachung unter Halbwalmdach in Zementrautendeckung. Außermittige Längsdurchfahrt. Errichtet 1862. | 28824483 | BW   |
| 53° 9′ 34″ N, 10° 43′ 15″ O | Remise                    | An den Nordgiebel der Scheune mit halber Breite anschließender Fachwerkbau mit Backsteinausfachung unter Satteldach in Ziegelpfannendeckung. Mehrere Quereinfahrten mit und ohne Tor.                                                                                               | 28824894 | BW   |
| 53° 9′ 33″ N, 10° 43′ 17″ O | Wohn-/ Wirtschaftsgebäude | Zweiständer-Fachhallenhaus mit Backsteinausfachung auf Feldsteinsockel und unter Halbwalmdach in Faserzement-Wellplattendeckung. Inschrift am Dielentor mit Bauherrschaft und Baujahr: „gebaut 1814, Erneuert den 24. Juni 1876“. Nachträgliche Einfahrtstore am Wirtschaftsgiebel. | 28824464 | BW   |
| 53° 9′ 34″ N, 10° 43′ 17″ O | Stall                     | Stallgebäude nördlich des Haupthauses. Langgestreckter Sichtbacksteinbau unter Krüppelwalmdach in Ziegelpfannendeckung. Schleppgaube mit Ladeluke in der südwestlichen Dachfläche. Errichtet um 1930.                                                                               | 28824522 | BW   |